# James Alipius Goold
James Alipius Goold (ur. 4 listopada 1812 w Corku, zm. 11 czerwca 1886 w Melbourne) – irlandzki duchowny rzymskokatolicki, augustianin, pierwszy biskup diecezjalny Melbourne w latach 1848–1886 (od 1874 arcybiskup metropolita Melbourne).

## Życiorys
Pochodził z rodziny zamożnych kupców. Po wstąpieniu do zakonu augustianów i odbyciu nowicjatu został skierowany na studia w Rzymie i Perugii. 19 lipca 1835 przyjął sakrament święceń. W 1837 uzyskał zgodę swojego prowincjała na wyjazd do Nowej Południowej Walii w charakterze misjonarza. Już po kilku miesiącach został proboszczem w Campbelltown (dziś dzielnica Sydney), gdzie dał się poznać jako rzutki duszpasterz i administrator, co zwróciło na niego uwagę arcybiskupa Johna Bede Poldinga. 9 lipca 1847 papież Pius IX, działając na podstawie rekomendacji Poldinga, prekonizował Goolda pierwszym ordynariuszem nowo powołanej diecezji katolickiej w Melbourne. Goold musiał czekać na sakrę ponad rok, aż do 6 sierpnia 1848, ponieważ w Australii było wówczas zaledwie kilku biskupów katolickich, którzy mogliby służyć jako współkonsekratorzy. Ostatecznie głównym konsekratorem został sam Polding, w którego katedrze odbywała się uroczystość, zaś asystowali mu biskup Adelaide Francis Murphy i biskup Hobart Robert William Willson. 8 października 1848 odbył się jego ingres do katedry św. Franciszka w Melbourne.
Goold był jednym z ojców soborowych podczas Soboru Watykańskiego I. 31 marca 1874 papież podniósł biskupstwo w Melbourne do rangi archidiecezji, utworzył metropolię Melbourne, zaś Goolda mianował pierwszym arcybiskupem metropolitą. W 1882 duchowny został postrzelony przez Petera O’Farrella, brata Henry’ego Jamesa O’Farrella, skazanego w 1868 na śmierć za zamach na księcia Alfreda. Od tego czasu jego stan zdrowia systematycznie się pogarszał. Zmarł w czerwcu 1886 w wieku 73 lat. Został pochowany w nowej archikatedrze św. Patryka – której sam był głównym budowniczym.